# Вермахтберихт
Сводка вермахта (нем. Wehrmachtbericht) — ежедневная сводка Верховного командования вермахта (ОКВ) о положении на фронтах и ключевой компонент национал-социалистической пропаганды в годы Второй мировой войны. Первая сводка была подготовлена 1 сентября 1939 года, последняя — 9 мая 1945 года. Выпускаемая отделом пропаганды ОКВ, она освещала военную обстановку на фронтах и ежедневно транслировалась Имперским радио. Все сводки проходили проверку в Имперским министерстве пропаганды под руководством Йозефа Геббельса. Несмотря на его попытки умерить чрезмерный оптимизм, в сводках часто преувеличивался успех немецкой армии; историк Аристотель Каллис назвал их тон «триумфаторским».
Как военные, так и гражданские власти считали сводку вермахта важнейшим инструментом мобилизации немецкого тыла, гражданским вкладом в военные усилия Германии, особенно после поражения под Сталинградом. Заключительная сводка от 9 мая 1945 года положила начало легенде о «чистом вермахте», представлению о том, что вермахт воевал с честью и не был причастен к преступлениям нацистского режима, ответственность за которые якобы несли только СС.

## Подготовка и выпуск
Ежедневные сводки боевых действий под заголовком «Верховное командование вермахта сообщает» выходили с первого дня нападения на Польшу 1 сентября 1939 года до безоговорочной капитуляции Германии 9 мая 1945 года. Они выпускались Верховным командованием вермахта (ОКВ), точнее отделом пропаганды вермахта в командном штабе ОКВ, и ежедневно в полдень передавались по радио, а также публиковались, как правило, на первых полосах газет (в том числе в союзных и оккупированных, а в некоторых случаях даже в нейтральных странах). Кроме того, выходили специальные сообщения о выдающихся успехах, дополнительные упоминания особо отличившихся частей или отдельных лиц и, наконец, изобилующие цифрами сводные отчёты. Сводки вермахта отражали не только боевые действия собственных вооруженных сил, но и войск противника, например, налеты авиации союзников на военные объекты и города рейха. Они носили официальный характер и были основным источником комментариев военных событий в средствах массовой информации.
Всего было опубликовано 2080 сводок вермахта. Согласно соответствующему исследованию 1962 года, проведённому бывшим заведующим сектором в отделе пропаганды вермахта, а затем архивариусом Федерального архива Эрихом Муравским, они представляют собой смесь трезвых военных отчётов и политической пропаганды, а также ценный и одновременно сомнительный вторичный источник. Современные исследования уделяют больше внимания пропагандистскому характеру сводок вермахта. Израильский историк Даниэль Узиэль, работающий в мемориале Яд ва-Шем, видит главную проблему исследования Муравского, наряду с отсутствием доступных на тот момент источников, в «некритическом подходе к предмету». Немецкий военный историк Йорг Эхтернкамп отмечает практику приукрашенного изображения «выпрямления фронта» в сводках вермахта в серии пропагандистских заявлений, «скрывающих» «реальные факты» хода войны.
Ежедневные сводки вермахта проходили несколько инстанций, прежде чем они были опубликованы. Из поступающих донесений от трёх родов войск отдел пропаганды вермахта под руководством подполковника, а с 1943 года генерал-майора Хассо фон Веделя составлял текст для начальника командного штаба вермахта и ближайшего военного советника Гитлера генерал-полковника Альфреда Йодля, который редактировал его с точки зрения содержания, формы и целей. Затем Гитлер как верховный главнокомандующий вермахта утверждал текст, после чего он без изменений рассылался через начальника прессы рейха Отто Дитриха в газеты и через министерство пропаганды Геббельса на радио.
Сводки были краткими, более подробными, более конкретными и иногда преувеличенными, когда нужно было сообщить об успехах, и более скупыми, более абстрактными и туманными, когда дело касалось неудач и личных потерь. Авторам всегда приходилось принимать во внимание достоверность и влияние сводок на фронте, в тылу, а также в недружественных и нейтральных странах. Они в основном избегали прямых ложных сообщений, но оперировали пропусками и дополнениями, тенденциозными акцентами и упрощениями, а также смягчениями, промедлениями и вуалированиями.
В своём исследовании содержания, языка и достоверности сводок вермахта в 1962 году Эрих Муравски пришёл к выводу, что существует несоответствие между первоначальным требованием военных сообщать только правду и практикой, определяемой ходом войны и политическим влиянием. Он различает четыре этапа в освещении боевых действий:
- До мая 1940 года – осторожная сдержанность
- Западная кампания с 1940 по конец 1941 года – чрезмерное упоение успехами
- С 1942 по осень 1944 года – маскировка неудач
- С осени 1944 года – трезвый отчёт о ликвидации

Авторы сводок вермахта не видели противоречия в их двойственном характере служить, с одной стороны, «правде», с другой стороны – пропаганде. Фон Ведель писал об этом после войны:

Я всегда считал сводки самым ценным инструментом пропаганды вермахта, но с той неизменной предпосылкой, что в них разрешено представлять только правду и никогда не использовать ложь. […] В этом я разделял мнение начальника командного штаба вермахта, фанатика истины.
Однако «фанатик истины» Альфред Йодль прекрасно осознавал пропагандистскую задачу и влияние сводок вермахта:

Довольно печально, что мне приходится разъяснять заместителю начальника отдела пропаганды вермахта, что сводка ОКВ является также средством пропаганды.
В секретном указе от 18 июня 1941 года он проинструктировал репортёров, что «правда является принципом всех немецких военных репортажей». Об успехах следует сообщать только тогда, когда они подтверждены. «О собственных неудачах сообщать в той мере, в какой они могут быть перепроверены противником и нейтральными странами. Учитывая указанное выше ограничение публикация материалов о неудачах желательна и для немецкой общественности; чтобы подготовить свой народ к необходимым тяготам».

## Воздействие
Министр пропаганды Йозеф Геббельс стремился наладить эффективное сотрудничество с вермахтом, чтобы обеспечить бесперебойное поступление пропагандистских материалов с фронта. Он уступил военным в создании рот пропаганды и контроле над ними, но оказывал помощь в обеспечении персоналом.
Эти роты, состоявшие из прошедших специальное обучение военнослужащих, отвечали за подготовку боевых отчётов, которые использовались в качестве исходного материала для сводок вермахта. Роты пропаганды были единственными подразделениями по подготовке сводок новостей в районах военных действий, поскольку гражданским корреспондентам было запрещено появляться в зонах боевых действий. Затем отфильтрованные материалы направлялись в министерство пропаганды для немедленного распространения.
Все передачи сводок вермахта были санкционированы министерством пропаганды как контрольным органом немецких СМИ. Сотрудник министерства пропаганды ежедневно присутствовал на конференциях вермахта, где первоначальные версии сводок предоставлялись государственным и партийным чиновникам. День Геббельса в министерстве начинался с того, что его адъютант зачитывал ему текст сводки. Хотя Геббельсу не принадлежало последнее слово в том, что касалось сводки, он следил за тем, чтобы чиновники его министерства тесно сотрудничали с отделом пропаганды вермахта.
Несмотря на случайные несоответствия в сообщениях, и, по мнению Геббельса, который считал себя «реалистом», слишком восторженный тон сводок, отношения между военными и гражданскими пропагандистскими организациями были успешными на протяжении всей войны. Трения были незначительными, хотя в нескольких апологетических послевоенных публикациях, отношения между ними описывались как проблематичные. И Геббельс, и Йодль считали сводки вермахта жизненно важным инструментом мобилизации немецкого тыла, особенно после поражения под Сталинградом.
По словам историка Даниэля Узиэля, нацистская пропагандистская машина с самого начала рассматривала сводки вермахта «как имеющие ценность на будущее, помимо непосредственного использования в качестве средства передачи сообщений». Наряду со всеми другими пропагандистскими материалами, выпускаемыми вермахтом, в их основе лежала идея «о превосходстве духа и характера немецкого воина». В последней сводке, подготовленной правительством Дёница и выпущенной в эфир 9 мая 1945 года, говорилось:
Достижения и жертвы немецких солдат на море, на суше и в воздухе не ускользнули от внимания нашего врага. Поэтому каждый солдат может высоко поднять голову и гордо сложить оружие. Он может смело и уверенно приступить к работе в самый горький час нашей истории ради вечной жизни нашего народа.
Эти слова были адресованы уже побеждённой нации. По мнению Узиэля, в этом последнем радиообращении пропагандисты вермахта надеялись задать рамки для всей войны 1939-1945 годов. Это им удалось; последняя сводка помогла заложить основу для легенды о «чистом вермахте» — представления о том, что вермахт воевал честно и профессионально и не был причастен к преступлениям нацистского режима, ответственность за которые якобы несли исключительно СС.

## Поимённое упоминание в сводке вермахта
Так как после нападения Германии на Польшу в сводках вермахта довольно редко встречались поощрительные упоминания отдельных бойцов, отдел пропаганды вермахта в циркуляре от 26 марта 1940 года отметил, что желательно «чаще, чем раньше, упоминать в сводке вермахта имена особо отличившихся офицеров и т. д.». В результате главнокомандующий сухопутных войск генерал-фельдмаршал Вальтер фон Браухич с прицелом на предстоящую Западную кампанию издал 27 апреля 1940 года указ «Поимённое упоминание в сводке вермахта», который был призван урегулировать процедуру более частого упоминания достойных награды солдат вермахта.
Поимённое упоминание в сводке вермахта являлось особой честью и проявлением большого уважения, так как за ним следовали публикации в газетах с размещением фотоснимков и обсуждения в радиопередачах. Запись об упоминании заносилась в личное дело и в документы военнослужащего.
В своём исследовании Эрих Муравски отмечает, что количество таких наград значительно возросло во время западной кампании, а после нападения Германии на Советский Союз в июне 1941 года их стало ещё в несколько раз больше. С лета 1944 года в силу большого количества они публиковались уже не в самой сводке вермахта, а только в приложении к ней под названием «В дополнение к сводке вермахта сообщается».
Всего за годы войны в сводках вермахта были названы поимённо 1631 военнослужащий в званиях от обер-ефрейтора до фельдмаршала; из них 832 человека служили в сухопутных войсках, 47 — в войсках СС.